# Georg Schurhammer
Georg Otto Schurhammer (Glottertal, 25 de septiembre de 1882-Roma, 2 de noviembre de 1971) o Jorge Schurhammer, como aparece mencionado en la bibliografía en español de algunas de sus obras, fue sacerdote jesuita, misionero e historiador alemán que dedicó gran parte de su vida al estudio de la vida de san Francisco Javier. Fue, además de un historiador positivista, políglota pues hablaba y escribía correctamente el alemán, su lengua materna, latín, italiano, francés, inglés, español y portugués, además de mostrar gran dominio del griego, mahari y japonés.

## Biografía
Estudia bachillerato en Durlach y Karlsruhe. Pronto manifiesta una vocación misionera e inicia, en 1900, sus estudios teológicos en el Seminario de Friburgo de Brisgovia. Durante sus vacaciones se encerraba en los archivos de su localidad natal y del arzobispado hasta que terminó una crónica de Glottertal, manuscrita e ilustrada por él mismo para ganarse la aprobación y consentimiento paterno de cara a su ingreso en la Compañía de Jesús. Lo consigue, y entrando el 30 de septiembre de 1903 en el noviciado de los jesuitas de Feldkirch (Austria) ya que por entonces los jesuitas habían sido expulsados de Alemania a raíz de la Kulturkampf.
A pesar de que desde muy pronto se había ofrecido voluntariamente como misionero sus superiores no lo enviaron a la India hasta 1908. Antes terminó sus estudios en Holanda. Fue profesor de inglés, matemáticas, geografía e historia en Bombay. En sus clases tenía alumnos católicos, protestantes, judíos, musulmanes, e hindúes.
En 1910 tuvo lugar una de las famosas exposiciones del cuerpo de San Francisco Javier en Goa. Schurhammer, con un fuerte agotamiento por el cambio de ambiente y su entrega al trabajo, le fue a venerar y aprovechó la ocasión para hacer una promesa al santo: escribiría su vida si recuperaba la salud. Cuando la recobró ya no supo lo que era el cansancio mental en el resto de sus días y mantuvo la promesa hecha: escribir la vida de San Francisco Javier.

## Obra
En 1916, en la revista Schweizerische Rundschau, se publica su primer trabajo, un artículo de 17 páginas que trataba del viaje de San Francisco de Javier a través de Suiza.
En 1918 publicó otro artículo sobre los viajes en tiempo de Francisco de Javier. El mismo Schurhammer quiso tener experiencia en la materia e hizo a pie algunos trayectos que había hecho San Francisco de Javier.
En 1920, dedicado ya a la investigación en el Archivo General de la Compañía, publicó un trabajo pequeño, pero que se hizo popular. Se titulaba San Francisco Javier, Apóstol de Oriente, en el que comienza ya a mirar con profundidad en el alma de Francisco de Javier. Esta obra fue traducida al español, al italiano y al holandés. Así se inicia la serie de traducciones de las obras de Schurhammer.
En 1921 aparece la Vida de San Francisco Javier en imágenes, obra que había de tener el mayor número de traducciones. Es, en realidad, un folleto de 56 páginas. Se tradujo a 22 idiomas distintos, alcanzando una tirada total de 320.000 ejemplares. Los dibujos son obra del pintor Kepler, especializado en temas históricos, por encargo del mismo P. Schurhammer.
La Editorial Herder de Friburgo, que habría de publicar la última y definitiva Vida de Javier de Schurhammer, editó su primera biografía completa, con carácter provisional y de divulgación: San Francisco Javier, Apóstol de las Indias y del Japón, traducida más tarde a nueve idiomas.
A partir de aquí publicara continuamente algo sobre Francisco de Javier. 

### Francisco Javier. Su vida y su tiempo
Después de la edición crítica de las obras de San Francisco Javier, se dedicó exclusivamente a la redacción de la que había de ser la obra cumbre de su vida, la monumental biografía de Francisco de Javier con el título Franz Xaver. Sein leben und sein zeit (en español, Francisco Javier. Su vida y su tiempo).  La edición original, en alemás, fue realizada por la Editorial Herder.

#### Primer volumen
- 1955: Europa. 1506-1541. Este primer tomo se corresponde con el primer volumen de la edición original. Abarca desde el nacimiento de Francisco de Javier hasta que embarca en Lisboa camino de la India. Su aparición sorprendió por la abundancia de sus conocimientos, su rigor en la selección y estudio de las fuentes, y la profusión de sus notas.

#### Segundo volumen
Debido a su extensión este segundo volumen será publicado en tres partes. En muchas ediciones de las traducciones a otros idiomas, como el inglés o el español, son considerados como volúmenes con numeración consecutiva al primero. Siguiendo, así pues, el criterio de la edición en español, los siguientes tres tomos serían:
- 1963: India-Indonesia. 1541-1547. Este segundo tomo se corresponde con el segundo volumen, primera parte. La primera parte narra el viaje de Javier desde Lisboa a Goa con gran nivel de detalle descriptivo de la experiencia en las naves portuguesas de la época.
- 1971: India. 1547-1549. Segundo volumen, segunda parte. Apareció publicada unas semanas después de morir su autor.
- 1973: Japón-China. 1549-1552. Segundo volumen, tercera parte. Se publica póstumamente. Días antes de morir, cuando todavía podía levantarse y trabajar algunos ratos, dio la última mano a los párrafos finales del último capítulo.

En 1992 el jesuita navarro Francisco Zurbano, con la colaboración del Gobierno de Navarra, publican en español los cuatro volúmenes, aunque la autoría de la traducción del primer volumen se debe al jesuita Félix de Areitio y fue publicado en 1969 en dos partes que se refundirían en una con la edición completa de 1992.